# Andrzej Jaroszewski
Andrzej Jaroszewski (ur. 13 sierpnia 1938 w Katowicach, zm. 9 lipca 2003 w Brwinowie koło Warszawy) – polski dziennikarz radiowy, związany z Programem I Polskiego Radia, jeden z założycieli „Sygnałów dnia”, propagator jazzu, działacz Polskiego Stowarzyszenia Jazzowego. Odznaczony odznaką „Zasłużony Działacz Kultury”, Złotym Krzyżem Zasługi (2002).